# Sebastian Krumbiegel
Sebastian Krumbiegel (født 5. juni 1966) er en tysk sanger og musiker, der er kendt for sin medvirken i bandet Die Prinzen.